# Mahapralaya
Mahapralaya é a expressão usada na Teosofia para designar o período de inatividade do cosmo, com uma duração idêntica a um Mahamanvantara (ou Mahâ Kalpa), o equivalente a 72000 Pralayas, no total 311.040.000.000.000 de anos.
Segundo Blavatsky, no Mahapralaya o cosmos deixa de existir, permanecendo inativo, até ser "acordado" no alvorecer de um novo Mahamanvantara (período de atividade). Durante o Mahapralaya, Parabrahman permanece envolto em seu véu, Mulaprakriti, ambos unidos por Fohat que permanece latente. Nada se manifesta, permanecendo ativo apenas o "Movimento Eterno". Costuma-se designar este estado de inatividade e felicidade absolutos como sendo um Paranirvana.

## Cálculo da duração do Mahapralaya
O Mahapralaya tem duração idêntica a um Mahâ Kalpa. Um resumo dos diversos ciclos estudados na Teosofia, que foi publicado no "The Theosophist" em novembro de 1885 (e reproduzido no livro A Doutrina Secreta), é mostrado na seguinte tabela:
| | Anos mortais        |
| --- | ------------------- |
| 360 dias mortais fazem | 1                   |
| O Krita Yuga contém | 1.728.000           |
| O Tetrâ Yuga | 1.296.000           |
| O Dvâpara Yuga | 864.000             |
| O Kali Yuga | 432.000             |
| A soma destes 4 Yugas constitui um Mahâ Yuga, com                                                                            | 4.320.000           |
| Setenta e um Mahâ Yugas formam o período do reinado de um Manu                                                               | 306.720.000         |
| Os reinados de quatorze Manus compreendem a duração de 994 Mahâ Yugas, ou                                                    | 4.294.080.000       |
| Acrescentem-se os Sandhis, ou seja, os intervalos entre os reinados dos Manus, intervalos equivalentes a seis Mahâ Yugas, ou | 25.920.000          |
| O total dos reinados e interregnos dos quatorze Manus é de 1.000 Mahâ Yugas, perfazendo um Kalpa, isto é, um Dia de Brahman  | 4.320.000.000       |
| Como uma Noite de Brahman tem igual duração, um Dia e uma Noite de Brahman contém                                            | 8.640.000.000       |
| 360 de tais Dias e Noites de Brahman constituem um Ano de Brahman, que se eleva a                                            | 3.110.400.000.000   |
| 100 destes Anos formam o período completo da Idade de Brahman, isto é, o Mahâ Kalpa                                          | 311.040.000.000.000 |